# Dorogi FC
Le Dorogi Futball Club, communément abrégé en Dorogi FC, est un club hongrois de football basé à Dorog, fondé en 1914.

## Palmarès
- Coupe de Hongrie
  - Finaliste : 1952